# Edmund H. Hansen
Edmund H. Hansen (* 13. November 1894 in Springfield, Illinois; † 10. Oktober 1962 in Orange, Kalifornien) war ein US-amerikanischer Film- und Tontechniker, der zweimal einen Oscar erhielt.

## Leben
Hansen begann 1928 bei dem Film In Old Arizona von Irving Cummings als Tontechniker in der Filmwirtschaft Hollywoods beim Studio Sound Department der Fox Film Corporation, der heutigen 20th Century Fox.
Bei der Oscarverleihung 1935 war er erstmals für den Oscar für den besten Ton in Weiße Parade (1934) nominiert. Weitere Nominierungen in dieser Kategorie folgten 1936 für Musik um Mitternacht (Thanks a Million, 1935), 1937 für Mississippi-Melodie (1936), 1938 für Chicago (1938), 1939 für Suez (1938) sowie bei der Oscarverleihung 1940 für Nacht über Indien (1939). Für diesen Film erhielt er 1940 auch seinen ersten Oscar für die besten visuellen Effekte und zwar gemeinsam mit Fred Sersen.
Bei der Oscarverleihung 1941 war er abermals für zwei Oscars nominiert und zwar zum einen für den besten Ton in Früchte des Zorns (1940), zum anderen wiederum mit Fred Sersen für die besten visuellen Effekte in The Blue Bird (1940). Im darauf folgenden Jahr 1942 war er erneut zweimal nominiert: einerseits für den besten Ton in Schlagende Wetter (1941), andererseits erneut mit Fred Sersen für die besten visuellen Effekte in A Yank in the R.A.F. (1941). Weitere Nominierungen für den Oscar in der Kategorie bester Ton folgten 1943 für This Above All sowie 1944 für Das Lied von Bernadette (1943).
Bei der Oscarverleihung 1945 gewann er seinen zweiten Oscar, diesmal in der Kategorie „bester Ton“ in Wilson (1944), der Verfilmung der Lebensgeschichte von US-Präsident Woodrow Wilson.
Neben Cummings arbeitete er mit zahlreichen weiteren bekannten Filmregisseuren zusammen wie Roy Del Ruth, John Cromwell, Henry King, Allan Dwan, Clarence Brown, John Ford, Walter Lang, Anatole Litvak und Raoul Walsh.